# Iran ai Giochi della XIV Olimpiade
L'Iran partecipò ai Giochi della XIV Olimpiade, svoltisi a Londra, dal 20 luglio al 14 agosto 1948,  
con una delegazione di 36 atleti impegnati in 5 discipline,
aggiudicandosi 1 medaglie di bronzo.

## Medagliere

### Per discipline
| Sport             | Oro | Argento | Bronzo | Totale |
| ----------------- | --- | ------- | ------ | ------ |
| Sollevamento pesi | 0   | 0       | 1      | 1      |
| Totale            | 0   | 0       | 1      | 1      |

### Medaglie
| Medaglia | Atleta        | Sport             | Evento     |
| -------- | ------------- | ----------------- | ---------- |
| Bronzo   | Jafar Salmasi | Sollevamento pesi | Pesi piuma |

## Risultati

### Pallacanestro
| Atleta | Classifica |
| --- | ---------- |
| V · D · M Nazionale iraniana - Pallacanestro ai Giochi della XIV Olimpiade Ashtari · Ehsasi · Esfandiary · Hashemi · Karandish · Mohtadi · Rafati · Sadeghi · Salabi · Shademan · Soroudi · Soudipour · Zadegan · All. Kazem Rambari | 14°        |
| Nazionale iraniana - Pallacanestro ai Giochi della XIV Olimpiade |            |
| Ashtari · Ehsasi · Esfandiary · Hashemi · Karandish · Mohtadi · Rafati · Sadeghi · Salabi · Shademan · Soroudi · Soudipour · Zadegan · All. Kazem Rambari                                                                            |            |